# Mobileye
Мобилай (англ. Mobileye) — израильская хай-тек компания, разрабатывающая развитые системы помощи водителю (ADAS) для снижения опасности столкновения. Центральный филиал компании расположен в Иерусалиме, где он зарегистрирован под названием Mobileye Vision Technology Ltd. Филиалы фирмы по продажам и маркетингу находятся в Токио, Дюссельдорфе, Нью-Йорке, Шанхае.
В марте 2017 года «Интел» объявил о покупке Мобилай за 15 миллиардов долларов, что остаётся на середину 2018 года крупнейшим приобретением израильской фирмы заграничным капиталом.

## История
Мобилай был основан в 1999 году исследователем из Еврейского Университета Амноном Шашуа, использовавшим свои научные исследования для создания системы анализа изображений, которая позволяет идентифицировать транспортные средства и расстояние до них, пользуясь только видео камерой и программным обеспечением. После получения разрешения на использовании технологии у Исум, который отвечает за процесс передачи технологий из университета в частный промышленный сектор, стало возможно основать компанию, которую и создали в Иерусалиме Амнон Шашуа и Зив Авирам.
В начале компания занималась разработкой алгоритмов и специализированного нейронного процессора EyeQ, в котором работают все собственные алгоритмы обработки изображений. После нескольких лет испытаний и проверок печатная плата с алгоритмами поступила в продажу как коммерческий продукт для таких производителей, как BMW, General Motors и Volvo. Поставщики электронного оборудования для этих автомобильных компаний устанавливали продукты от Мобилай вначале в качестве дополнительной услуги по выбору, а затем и как часть стандартного набора возможностей новой машины.
В 2006 году в Мобилай открылся отдел Aftermarket (сопутствующих автотоваров), который сбывает оборудование, произведённое на фабрике Мобилая на Филиппинах. Эти продукты распространяются через международную сеть дистрибьюторов по всему миру для грузовых и автобусных предприятий автотранспорта , автодилеров и магазинов дополнительных комплектующих деталей.
В августе 2015 года Тесла Моторс объявила, что будет использовать технологии Мобилая для беспилотных автомобилей, начиная с модели S в августе 2015. После первой же аварии со смертельным исходом с машиной Теслы модели S в режиме «Автопилот» в июне 2016 года Мобилай выпустил заявление, что технология Мобилая будет готова к распознаванию таких объектов как грузовик с прицепом, из-за которого и была авария, только с 2018 года. В июле 2016 года, Мобилай объявил об окончании сотрудничества с Тесла после завершения печатной платы EyeQ3.
В январе 2017 года Mobileye, BMW и Интел объявили о разработке испытательного автопарка беспилотных машин, которые должны выйти на трассу во второй половине 2017 года. В дальнейшие планы входят беспилотные машины для потребителей около 2021 года. В марте 2017 года Интел объявил о покупке Мобилая за 15.3 миллиарда долларов. Сделка была завершена 8-го августа.
Mobileye продемонстрировал автономный автомобиль, оснащенный только камерами, на улицах Иерусалима в январе 2020 года, а затем протестировал автомобили в Мюнхене и Нью-Йорке.
В декабре 2021 года Intel объявила о своем плане приобрести автомобильное подразделение Mobileye посредством IPO вновь выпущенных акций в 2022 году, сохранив контрольный пакет акций компании.

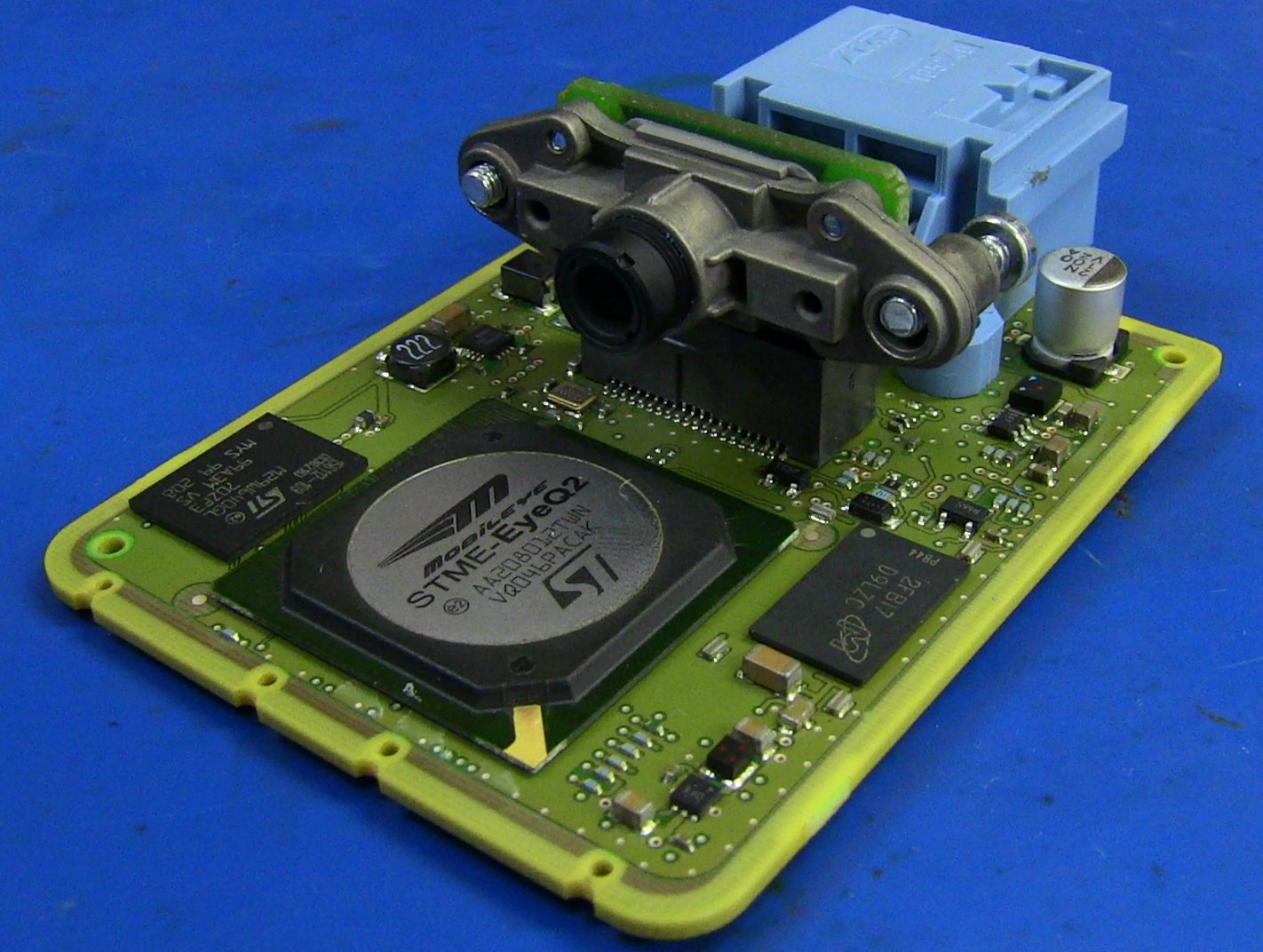
Печатная плата EyeQ2 фирмы Мобилай, установленная в машинах «Юндай» для поддержания рядности движения.

## Хронология событий Мобилая
- 1999: Основание Мобилая совместно Зивом Амирамом и профессором Амноном Шашуа[17].
- 1999 (июнь): Первое поколение демонстрационной системы.
- 1999: Разрешение от Исум на использование технологии.
- 2000: Второе поколение демонстрационной системы.
- 2001 (февраль): Третье поколение демонстрационной системы.
- 2001 (май): Четвёртое поколение демонстрационной системы.
- 2002: Пятое поколение демонстрационной системы для множественных применений в анализе изображений.
- 2003: Подписание соглашения о сотрудничестве с Denso и Delphi.
- 2004: Первая демонстрация интегральной платы EyeQ
- 2004: Мобилай подписывает соглашение с SVDO/Continental о сотрудничестве в разработке.
- 2005: Mobileye подписывает соглашение с STMicroelectronics о сотрудничестве и совместной разработке печатный плат[18]
- 2006: Шестое поколение демонстрационной системы с идентификацией пешеходов
- 2006: Мобилай открывает отдел Aftermarket
- 2006 (июль): Мобилай и Magna Electronics объявляют о партнёрстве в разработке новых возможностей продвинутой помощи водителю
- 2007: Американский инвестиционный банк Голдман Сакс вкладывает в Мобилай 100 миллионов долалров[19]
- 2007: Мобилай запускает в серийные продажи систему с предупреждении о нарушении рядности движения для GM Cadillac STS и DTS vehicles, for LDW on BMW 5 and 6 Series vehicles[20] и систему на базе радара для продвинутой адаптивной системы управления движением с автоматическим торможением для предотвращения столкновений для Volvo S80, XC90/70/60 and V70 vehicles[21].
- 2007: Мобилай выпускает первую в мире продвинутую систему предупреждения водителю вторичного рынка продаж (Aftermarket), включая определение рядности и идентификации транспортных средств всего на одном процессоре[22]
- 2008 (September): Мобилай и Continental запускают первую в мире многофункциональную систему, включающую предупреждение о нарушении рядности движения, «умный» контроль дальнего света и распознавания дорожных знаков на BMW 7 серии[23]
- 2008: Появление второго поколения интегральной платы EyeQ2[24]
- 2009: Мобилай подписывает соглашение сотрудничества с фирмой «Вистеон»[англ.][25]
- 2010: Зив Авирам и Амнон Шашуа совместно основывают ещё одну компанию — OrCam (Оркам)[англ.]
- 2010: Американский инвестиционный банк Гольман Закс вкладывает в Мобилай совместно с Банком Леуми и холдинговой компанией Менора Мивтахим[англ.] 37 миллионов долларов[26]
- 2010: Мобилай показывает новый продукт: C2-270 Collision Prevention System — систему предотвращения столкновений, которая идентифицирует машины, пешеходов, велосипеды и мотоциклы[27]
- 2010: Мобилай запускает первую в мире систему предупреждения об опасности столкновения с пешеходом как части системы автоматического торможения на базе радар с Delphi и Volvo моделей «Volvo S60 saloon» и «Volvo V60 estate»
- 2010: Мобилай запускает систему поддержки и поддержания рядности на машинах HKMC (Юндай 40 and Kia Optima) для использования в США и Европе
- 2011: Мобилай запускает первую в мире систему по предупреждению лобовых столкновений на базе одного лишь анализа изображений (совмещенную с другими возможностями LDW IHC и TSR) на машинах 2011 BMW 1 серии.
- 2011: Мобилай запускает первую в мире систему по предупреждению лобовых столкновений и нарушения рядности на базе одного лишь анализа изображений отвечающую требованиям стандарта США National Highway Traffic Safety Administration (NHTSA) на многих машинах GM, включая Chevrolet Equinox and GMC Terrain
- 2011: Мобилай запускает многоцелевую систему на базе одного лишь анализа изображений для предотвращения лобовых столкновений на Opel Zafira и Opel Insignia
- 2014: Мобилай объявляет первичную эмиссию акций на бирже Нью-Йорка, собирает около миллиарда долларов, что делает выпуск самым крупным за историю Израиля и достигает размаха капитализации в 5.3 миллиарда долларов[28]
- 2017: Мобилай куплен Интелем for $15.3 миллиарда долларов[29]
- 2017: Мобилай объявляет о создании модели RSS (Responsibility-Sensitive Safety model) как универсальной базы для регуляции и оценки безопасности движения[30]
- 2018: Китайский гигант Байду объявил о сотрудничестве с Мобилай в «Аполло» — программе создания автономного транспорта. По оценкам, рынок автономного транспорта и связанных с этим услуг достигнет $500 млрд к 2030 году. Байду заинтересован прежде всего в RSS[31]
- 2018: Мобилай в сотрудничестве с «Фольксвагеном» и «Champion Motors Corporation» («Чемпион Моторс Корп»)[англ.] — объявляет о программе создания автономного транспорта как сервиса[англ.] в Израиле. Программа стартует в 2019 году и должна привести к машине без водителя в 2020-м году.[32][33][34]
- 2019: Мобилай объявляет о сoтрудничестве с Великобританией в улучшении инфраструктуры с использованием сведений, собранных приборами Мобилай на движущихся автомобилях и переданных по сети в центр.[35][36]
- 2019: Мобилай объявляет о серии контрактов в Китае по более безопасному и автономному вождению, как в сфере общественного транспорта, так и частных машин.[37][38]
- 2019: 27 августа происходит торжественная закладка камня нового кампуса Мобилай с участием главы правительства Биньямина Нетаньяху, министра экономики Эли Коэна[ивр.], мэра Иерусалима Моше Лионa и Амнона Шашуа[39][40]. В 2023 кампус заселяется сотрудниками.
- В 2025 году «Фольксваген» объявил о широком сотрудничестве в Мобилай[41].

## Технологии
Технологическая основа Мобилая заключается в использовании визуальных алгоритмов распознавания движения аппаратно реализованных в печатной плате EyeQ. Это составляет важное отличие от конкурирующих подходов с использованием радаров и лидаров. Алгоритмы Мобилая по анализу изображения в состоянии определить машины, мотоциклы и грузовики, как днем так и в ночное время. При этом единственным источником информации является видео камера, закреплённая на зеркале заднего обзора, что разительно отличается от подходов в других местах, где используются радары, лазерные сканеры, а иногда и стереокамеры.
В 2011 году фирма продемонстрировала первую в мире систему автономного экстренного торможения автомобиля ориентированную на оригинальных производителей оборудования для машин на базе одного только анализа изображения, которая устанавливалась на моделях BMW, GM and Opel.
Электронные системы контроля рядности следят за положением машины на дороге и предупреждают водителя при съезде со своей полосы или перед таким съездом. Версия Мобилая устанавливалась в 2007-8 годах на многих моделях GM, BMW и Volvo.
Технология идентификации пешеходов тоже основывается на работе одной видео камеры с использованием распознавания и обработки образов и применением классификаторов и анализов оптических потоков. Пешеходы, как движущиеся, так и статические, опознаются на дистанции примерно в 30 метров с помощью камеры с разрешающей способностью камер типа VGA. Компания уже в 2008 году объявила, что к середине 2010 года будет готова система экстренного автоматического торможения при опасности столкновения с пешеходами. В мае 2009 года Мобилай сделал заявление, что в системе следующего поколения для Volvo S60 будет применяться радар, как для определения нарушения рядности, так и предотвращения столкновения с транспортом.
С 2008 года машины серии BMW 7-Series снабжаются системой распознавания дорожных знаков от Мобилай совместно с поставщиком Continental AG.
Адаптивная система управления фарами автоматически включает и выключает фары дальнего света, предотвращая все неудобства встречного или другого транспорта. Такая система «умного» контроля фар применяется на машинах серии BMW 7 series.
В 2011 году Мобилай объявил о создании целевого пакета, включающего сообщение о риске встречного транспорта для Opel Zafira and Opel Insignia.
В 2016 году Мобилай объявил о договорённости работать с Рено по составлению дигитальных карт, что даст ускорение на пути к беспилотной машине.
В 2024 году Мобилай объявил о создании операционной системы DXP для автономных автомобилей.

## Сопутствующий рынок (Aftermarket)
Mobileye также предлагает послепродажную установку передовой системы помощи водителю — программные алгоритмы и печатную плату EyeQ, аналогичные используемым в новых автомобилях. Для установки подходит любой автомобиль, что делает систему идеальным решением для автопарков, желающих улучшить безопасность. Система включает предупреждение о нарушении рядности, опасности лобового столкновения, а также слежения за пространством перед автомобилем с предупреждениями. Помимо этого имеется «умный» контроль за фарами, сообщения о превышении скорости, предотвращение столкновения на малой скорости в городских условиях, предотвращение столкновения с пешеходами и велосипедистами. Система интегрирована с системами управления автопарком.

## Инвестиции
Между 2007 and 2011 годом компании удалось собрать 160 миллионов долларов. В 2013 году компания продала 25 % своих акций на 400 миллионов долларов группе инвеститоров в производство печатных плат Одним из самых крупных вкладчиков в Мобилай явился глава Colmobil Шмуэль Харлап, собравший 7,2 % акций. После продажи Мобилай он стал новоиспеченным израильским миллиардером вместе с основателями Амноном Шашуа и Зивом Авирамом.

## Награды и почётные дипломы
- International Fleet Industry Award (Международная награда индустрии автопарка), Fleet Europe, November 2013[54]
- International Fleet Industry Award (Международная награда индустрии автопарка), Fleet Europe, October 2011[55].
- Fleet Safety Forum Award for Excellence in the UK, for the Fleet Safety Product category, for the Mobileye C2-170 safety system (Британская награда безопасности автопарка за систему безопасности C2-170)[56]. Brake — Road Safety Charity -, July 2009.
- Best Electronic Design 2008 for Best Automotive Design, for the EyeQ2 Vision Processor (За лучший дизайн в электронике EyeQ2 Vision Processor)[57]. Electronic Design, December 2008.
- Entrepreneurial Company of the Year Award in the Automotive Industry (Награда компании антрепренёров в автоиндустрии). Frost & Sullivan, December 2006.[58]
- Selected for the Top 100 Innovators Award (Награда 100 лучшим инновациям). Red Herring Magazine[англ.], December 2005.[59]

## Печатные платы

### Сравнительная таблица
| Mobileye                         | EyeQ1           | EyeQ2           | EyeQ3                                                    | EyeQ4        | EyeQ5       |
| -------------------------------- | --------------- | --------------- | -------------------------------------------------------- | ------------ | ----------- |
| Год выхода на рынок              | 2008            | 2010            | 2014                                                     | 2018         | 2020        |
| Заявленный уровень автономности  | Помощь водителю | Помощь водителю | 2                                                        | 3            | 4-5         |
| Производительность (FP16 TFLOPS) | 0,0044          | 0,026           | 0,256                                                    | 2,5          | 24          |
| Потребление энергии              | 2,5 watt        | 2,5 watt        | 2,5 watt                                                 | 3 watt       | 10 watt     |
| Технологические параметры        | 180 nm CMOS     | 90 nm CMOS      | 40 nm CMOS                                               | 28 nm FD-SOI | 7 nm FinFET |
| Внедрение                        |                 |                 | Тесла Автопилот Hardware 1 Model S & X (09-'14 — 10-'16) |              |             |

## Конкуренция
Мобилай имеет достаточно развитую конкуренцию прежде всего среди поставщиков автомобильной промышленности первого уровня, а также и среди других развитых технологических компаний, включая Гугл. На рынке вторичных продаж конкуренция также усиливается со стороны таких производителей как Safe Drive Systems и других Другие производители систем продвинутого предупреждения носителя включают в себя: Seeing Machines, Cognitive Technologies, Continental AG, Bosch, NVIDIA, OmniVision Technologies, NXP (and formerly Freescale), Texas Instruments, Toshiba, Renesas Electronics Corp., Denso, Green Hills Software, Intel (до момента приобретения компании Мобилай), Qualcomm,, TomTom,, CSIRA VISION.